# Henry B. Walthall
Henry B. Walthall (ur. 16 marca 1878 w Shelby City, Alabama, zm. 17 czerwca 1936 w Monrovii, Kalifornia) – amerykański aktor filmowy.

## Wybrana filmografia
- 1908: Orle gniazdo jako Woodsman
- 1909: The Heart of an Outlaw jako meksykański kochanek
- 1909: With Her Card jako osoba u Larkina
- 1909: Pippa Passes
- 1909: Spekulant zbożowy
- 1909: In Little Italy jako Victor
- 1910: The Armorer's Daughter
- 1910: In Old California jako syn Perdity
- 1910: The Converts jako mężczyzna
- 1910: The Banker's Daughters jako przestępca
- 1910: The Iconoclast jako robotnik
- 1910: Love Among the Roses jako lord
- 1910: The Usurer jako jeden z dłużników
- 1911: The Hour of Fate
- 1911: Locked in the Vaults
- 1911: A Narrow Escape
- 1911: The Command from Galilee
- 1912: The Informer jako fałszywy brat
- 1912: Two Daughters of Eve jako ojciec
- 1912: Niewidzialny wróg
- 1913: The Battle at Elderbush Gulch
- 1913: The Switch Tower jako zwrotniczy
- 1913: A Woman in the Ultimate jako członek gangu borsuków
- 1913: During the Round-Up jako Obcy
- 1913: Matczyne serce jako stały gość klubu
- 1913: If We Only Knew jako ojciec
- 1913: Two Men of the Desert jako pierwszy partner
- 1914: Man's Enemy
- 1914: The Green-Eyed Devil
- 1914: Classmates jako Duncan Irving
- 1918: Wielka miłość jako pan Roger Brighton
- 1919: The Boomerang jako George Gray
- 1920: Parted Curtains jako Joe Jenkins
- 1921: The Flower of the North jako Philip Whittemore
- 1922: The Ableminded Lady jako Breezy Bright
- 1922: Długa szansa jako Harley P. Hennage
- 1923: The Unknown Purple jako Peter Marchmont / Victor Cromport
- 1923: Gimme jako John McGimsey
- 1923: Boy of Mine jako William Latimer
- 1924: The Woman on the Jury jako prokurator
- 1925: Złote łoże jako pułkownik Peake
- 1925: Czas szkoły jako Henry Carver
- 1926: Postrach Singapuru jako ojciec James
- 1927: Londyn po północy jako sir James Hamlin
- 1927: Skrzydła
- 1929: The Jazz Age jako pan Maxwell
- 1929: River of Romance jako generał Jeff Rumford
- 1930: Abraham Lincoln jako pułkownik Marshall
- 1932: Ja i moja dziewczyna jako Sarge
- 1932: Domek na plantacji bawełny jako Eph Clinton
- 1932: Ujarzmij go, kowboju jako John Graunt
- 1933: W twoich ramionach jako duchowny
- 1933: Ulica szaleństw jako Zmartwiony sktor
- 1933: Gdzieś w Sonorze jako Bob Leadly
- 1934: Ludzie w bieli jako doktor McCabe
- 1935: Piekło Dantego jako Pop McWade
- 1936: The Garden Murder Case jako dr Garden
- 1936: Orzeł leci do Chin jako ojciec Brunn

## Wyróżnienia
Posiada swoją gwiazdę na Hollywoodzkiej Alei Gwiazd.